# Tiffany & Co.
Tiffany & Co. (NYSE: TIF) es una empresa estadounidense de joyería y orfebrería de lujo fundada por Charles Lewis Tiffany y Teddy Young en la ciudad de Nueva York en 1837 como Stationery and Fancy Goods Emporium («Emporio de Papelería y Artículos de Lujo»).
La tienda vendió inicialmente una amplia variedad de artículos de papelería y operó como Tiffany, Young and Ellis en el Bajo Manhattan. El nombre fue cambiado a Tiffany & Co. en 1853 cuando Charles Tiffany tomó el control y cuando se estableció el énfasis a la joyería. Tiffany & Co. desde entonces ha abierto tiendas por todo el mundo. Durante un tiempo, fue propiedad de la empresa de inversiones con sede en Filadelfia Bankers Securities Corporation.
Como parte de su propia marca, la empresa es asociada fuertemente con su color Azul Tiffany, el cual es una marca registrada.
El 25 de noviembre de 2019, LVMH anunció la compra de Tiffany & Co. por 16,2 mil millones de dólares. El 4 de febrero de 2020, los accionistas de Tiffany aprobaron la compra de la joyería por parte del grupo francés. La concreción definitiva de la transacción está prevista para junio de 2020.

## Tiendas insignia

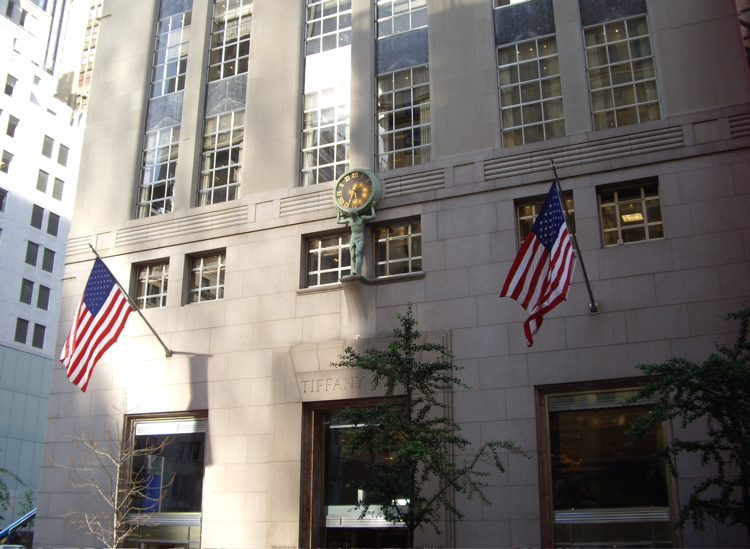
Tienda insignia Tiffany and Co.'s en la ciudad de Nueva York - la ciudad más poblada de los Estados Unidos

Las tiendas insignia de Tiffany (desde 1940) están localizadas en la esquina de la Quinta Avenida y en la Calle 57 en Manhattan, Ciudad de Nueva York El antiguo Edificio Tiffany and Company en la Calle 38 se encuentra en el Registro Nacional de Lugares Históricos. El exterior de granito pulido es muy conocido por su pequeña ventana. La tienda ha sido también lugar de grabación de muchas películas como Breakfast at Tiffany's, protagonizada por Audrey Hepburn y Sweet Home Alabama, protagonizada por Reese Witherspoon.

## Otras ubicaciones
Al 31 de enero de 2007, la empresa opera 64 tiendas Tiffany & Co. en los Estados Unidos, con alrededor de 45.150 m² (486 000 pies cuadrados) de uso comercial, y 103 tiendas Tiffany & Co. en el resto del mundo, con 28.0430m² (306 000 pies cuadrados) de uso comercial.
Cuando abrió en 1990, la tienda Tiffany & Co. en Fairfax Square en Tyson Corner se convirtió en la tienda más grande afuera de Nueva York con 14 500 pies cuadrados de espacio comercial.
Tiffany & Co. reportó en 2006 que su tienda en South Coast Plaza en Costa Mesa, California era su ubicación más rentable, seguida de las tiendas insignias de la Ciudad de Nueva York, Boston Copley Place, y Ala Moana Shopping Center en Honolulu.
Tiffany & Co. anunció su segunda tienda en Kuala Lumpur, Malasia e Pavilion Kuala Lumpur en septiembre de 2007, coincidiendo con la apertura de ese centro comercial. La tienda tiene 1700 pies cuadrados. Las decoraciones de la tienda son similares a las de la de Nueva York. En 2007 también se abrieron tiendas en Natick Collection en Natick, Massachusetts, Mohegan Sun casino en Connecticut, y en Providence Place mall en Providence, Rhode Island, ambas abiertas en noviembre de 2007. También hay una tienda Tiffany en la Terminal 5 en el Aeropuerto Internacional Heathrow que abrió a finales de marzo de 2008. Otra tienda fue abierta en 37 King Street, Perth, Australia el 24 de julio de 2008.
Tiffany & Co. también abrió en octubre su tienda irlandesa insignia en la Calle Grafton de Dublín. En octubre de 2008, Tiffany's abrió su tienda en Madrid y abrió con Tiffany Diamond a la apertura.
En América Latina el primer país en instalarse fue Argentina, mediante un corner en el año 2003, instalándose definitivamente su primera sucursal en diciembre de 2006 y luego se instala en Punta del Este, Uruguay a fines del mismo mes, sucesivamente se instaló en Brasil en el año 2007.
Ese mismo año abre su primera tienda en México, en la Ciudad de México, ubicándola en la exclusiva Avenida Presidente Masaryk. Desde entonces se han abierto 8 tiendas más en México. En diciembre de 2012, se instala la primera tienda Tiffany's en Quito, Ecuador ubicado en el centro comercial Quicentro. Durante el segundo semestre de 2013, Tiffany´s abrirá su primera tienda en Bogotá, Colombia ubicada en el Centro Comercial Andino. En octubre de 2015 abre su primera tienda en Chile, ubicada en el Distrito de Lujo de Mall Parque Arauco. En el 2017 ingresan a Perú en la exclusiva avenida Santa Cruz en el distrito limeño de Miraflores.

## Actuales diseñadores y colecciones
- Frank Gehry, cuya colección incluye: Axis, Equus, Fish, Flux, Orchid, Torque y Tube.
- Elsa Peretti, cuya colección incluye: Bean, Diamonds by the Yard, Open Heart, Sevillana y Teardrop.
- Paloma Picasso, cuya colección incluye: Loving Heart y Sugar Stacks.
- Jean Schlumberger